# Сіріль Бюскальйон
Сіріль Бюскальйон (фр. Cyril Buscaglione; нар. 24 лютого 1972) — колишній французький тенісист.
Найвищу одиночну позицію світового рейтингу — 286 місце досяг 28 жовтня 1996, парну — 268 місце — 7 жовтня 1996 року.
Здобув 1 одиночний та 1 парний титул.

## Титули Туру
| Легенда               |
| --------------------- |
| Великий шлем (0)      |
| Серія Мастерс ATP (0) |
| Тур ATP (0)           |
| Челленджери (1)       |

### Парний розряд
| Результат | Дата        | Категорія  | Турнір             | Покриття | Партнер       | Суперники               | Рахунок  |
| --------- | ----------- | ---------- | ------------------ | -------- | ------------- | ----------------------- | -------- |
| Перемога  | липень 1997 | Челленджер | Тампере, Фінляндія | Ґрунт    | Режіс Лавернь | Туомас Кетола Борут Урх | 6–4, 6–3 |